# 群馬県道48号下仁田安中倉渕線
群馬県道48号下仁田安中倉渕線（ぐんまけんどう48ごう しもにたあんなかくらぶちせん）は、群馬県甘楽郡下仁田町から高崎市倉渕町に至る県道（主要地方道）である。

## 概要
起点を群馬県甘楽郡下仁田町、終点を群馬郡倉渕村、重要な経過地を安中市とする、1994年（平成6年）4月に群馬県より認定を受けた県道の路線である。群馬県甘楽郡下仁田町大字馬山から高崎市倉渕町三ノ倉を結ぶ。起点の馬山交差点から南蛇井交差点までは国道254号の旧道区間にあたる。

### 路線データ
- 起点：甘楽郡下仁田町大字馬山字竹ノ上3681番の2地先[2]（国道254号交点〈馬山交差点〉）
- 終点：高崎市倉渕町三ノ倉字落合河原2353番の1地先[2]（国道406号交点〈三ノ倉落合交差点〉）
- 重要な経過地：安中市[1]
- 総延長：36.6 km[2]

## 歴史
- 1959年（昭和34年）9月18日：群馬県より現・道路法に基づき、前身路線にあたる県道東上秋間原市線（安中市大字東秋間 - 同市大字原市、整理番号170）・県道長久保安中線（碓氷郡松井田町大字上增田字長久保 - 安中市大字別当、整理番号171）・県道南蛇井安中線（富岡市大字南蛇井 - 安中市大字原市、整理番号190）として路線認定される[3]。
  - 同日、前々身路線にあたる県道原市磯部停車場線（安中市大字原市 - 磯部停車場、整理番号156）、県道小屋敷下仁田線（甘楽郡丹生村大字小屋敷 - 同郡下仁田町、整理番号159）、県道千石磯部停車場（甘楽郡丹生村大字千足 - 安中市 磯部停車場、整理番号160）が路線廃止される[4]。
- 1993年（平成5年）5月11日：建設省から、県道が下仁田安中倉渕線として主要地方道に指定される[5]。
- 1994年（平成6年）4月1日：群馬県より、下仁田安中倉渕線（整理番号77）として路線認定される[1]。

## 路線状況

### 重複区間
- 群馬県道199号菅原一ノ宮線（富岡市上丹生・宇田交差点 - 富岡市上丹生）
- 群馬県道217号松井田中宿線（安中市松井田町人見 - 安中市松井田町人見）
- 群馬県道125号一本木平小井戸安中線（安中市原市3丁目 - 安中市安中1丁目）
- 群馬県道216号長久保郷原線（安中市原市 - 安中市下後閑）
- 群馬県道122号八本松松井田線（高崎市上里見町 - 高崎市倉渕町三ノ倉・三ノ倉落合交差点、終点）

## 地理

### 通過する自治体
- 甘楽郡下仁田町
- 富岡市
- 安中市
- 高崎市

### 交差する道路
- 国道254号（甘楽郡下仁田町大字馬山・馬山交差点、起点）
- 群馬県道195号南蛇井下仁田線（富岡市南蛇井・一ノ宮北交差点）
- 群馬県道199号菅原一ノ宮線（富岡市上丹生・宇田交差点）
- 群馬県道199号菅原一ノ宮線（富岡市上丹生）
- 群馬県道47号一ノ宮妙義線（富岡市妙義町上高田（十二交差点）
- 群馬県道217号松井田中宿線（安中市松井田町人見）
- 群馬県道217号松井田中宿線（安中市松井田町人見）
- 群馬県道213号磯部停車場妙義山線（安中市磯部2丁目）
- 群馬県道194号宇田磯部停車場線（安中市磯部2丁目）
- 群馬県道220号磯部停車場線（安中市磯部3丁目・磯部交差点）
- 群馬県道214号磯部停車場上野尻線（安中市磯部4丁目）
- 国道18号（安中市原市2丁目・原市交差点）
- 群馬県道125号一本木平小井戸安中線（安中市原市3丁目）
- 国道18号（安中市安中1丁目（安中実業高校前）
- 群馬県道125号一本木平小井戸安中線（安中市安中1丁目）
- 国道18号（安中市安中1丁目（高部当）
- 群馬県道216号長久保郷原線（安中市原市）
- 群馬県道216号長久保郷原線（安中市下後閑）
- 群馬県道215号恵宝沢原貝戸線（安中市東上秋間・広田交差点）
- 群馬県道130号落合上里見線（高崎市上里見町）
- 群馬県道122号八本松松井田線（高崎市上里見町）
- 国道406号、群馬県道122号八本松松井田線（高崎市倉渕町三ノ倉・三ノ倉落合交差点、終点）

### 沿線にある施設など
- 上信電鉄上信線 南蛇井駅（富岡市南蛇井）
- 北陸新幹線安中榛名駅前（安中市秋間みのりが丘）